# Alfred Hart Everett
Alfred Hart Everett (11 oktober 1848 – 18 juni 1898) was een ambtenaar in dienst van het Britse koloniaal bestuur over Noord-Borneo; daarnaast was hij verzamelaar van naturalia en natuuronderzoeker.

## Biografie
Everett werd geboren op het eiland Norfolk uit Britse ouders. Het eiland was een strafkolonie waar zijn vader George (afkomstig uit Wiltshire) arts was. Zijn moeder Anna-Maria was afkomstig van Jersey. Het gezin trok in 1851 eerst naar Tasmanië en vervolgens naar Engeland. Hierdoor kreeg Alfred zijn onderwijs aan de grammar school te Norwich. Op jonge leeftijd al koesterde hij de ambitie om ontdekkingsreiziger te worden. Hij ontmoette in Engeland James Brooke, de blanke radja van het Koninkrijk Sarawak die hem in 1869 in staat stelde om naturalia te verzamelen in Brits Borneo. Na twee jaar kwam hij in dienst bij het Koninkrijk Sarawak, als  resident in het district Baram in het noordwesten van Sarawak. In 1878 en 1879 was hij betrokken bij expedities van de Royal Society en de British Association die tot doel hadden om de grotten van Borneo te zoeken naar menselijke overblijfselen uit de prehistorie. Op die manier en met dat doel werden grotten rond Bau en Niah onderzocht; toen nog zonder het beoogde resultaat. Mogelijk is toen wel een kaak van een orang-oetan gevonden die later werd gebruikt voor de "vondst" van de Piltdown-mens, een beruchte vervalsing.
Later werkte hij ook nog voor de sultan van Brunei en de North Borneo Chartered Company. In 1891 werd hij lid van de British Ornithologists' Union en zeven jaar later stierf hij in Londen.

## Werk
Everett verzamelde voor Arthur Hay (ook bekend als Lord Walden en Markies van Tweeddale) en Walter Rothschild en anderen. Het meest bekend zijn de verzamelingen van vogels en zoogdieren van Borneo en de Filipijnen. De volgende dieren zijn als eerbewijs naar hem vernoemd:
 
Vogels
- Everetts spinnenjager (Arachnothera everetti)
- Roodkuifmeestimalia (Yuhina everetti)
- Bruinrughoningvogel (Dicaeum everetti)
- Everetts lijster (Zoothera everetti)
- Everetts brilvogel (Zosterops everetti)
- Roodkaptesia (Tesia everetti)
- Soembavechtkwartel (Turnix everetti)
- Soemba-jaarvogel (Rhyticeros everetti)
- Djampeamonarch (Monarcha everetti)
- Everetts buulbuul (Ixos everetti)
- Floresdwergooruil (Otus alfredi)

Zoogdieren
- Borneose zonnedas (Melogale everetti)
- Dremomys everetti
- Filipijnse toepaja (Urogale everetti)
- Rattus everetti

Kikkers
- Litoria everetti

Vis
- Puntius everetti

Insect
- Lonchodes everetti